# Lingua sebat bet guraghé
La lingua sebat bet guraghé ("sette case") è una delle lingue parlate dalla popolazione guraghé. Sotto forma di diversi dialetti viene parlata nella parte occidentale della Zona Gurage della Regione delle Nazioni, Nazionalità e Popoli del Sud dell'Etiopia.

## Dialetti
I dialetti più importanti sono:
- chaha (cheha) parlato nel woreda (distretto) di Cheha, ed è il meglio studiato tra questi dialetti;
- Ezha (Eza, Izha)  parlato nel woreda di Ezhana Wolene,
- muher parlato sulle montagne settentrionali di Chaha ed Ezha,
- gura parlato nel woreda di  Goro,
- gumer (gwemarra, gʷəmarə), parlato nel woreda di Gumer,
- inor (enemor), parlato nel woreda di Enemorina Eaner,
- gyeto, endegegn ed il mesmes (oggi estinto) sono considerati subdialetti dell'inor.